# سحر بلبل حکایت با صبا کرد
غزلی با مطلعِ «سحر بلبل حکایت با صبا کرد» غزل شمارهٔ ۱۳۰ از دیوانِ حافظ در تصحیحِ محمد قزوینی و قاسم غنی است.

## در اجراها
محمّدرضا شجریان و عبدالوهاب شهیدی و عهدیه در برنامهٔ شمارهٔ ۵۶۲ از مجموعهٔ گل‌های رنگارنگ این غزل را در دستگاهِ چهارگاه اجرا کرده‌اند.